# Аболыков, Анна
Анна́ Аболыков (туркм. Anna Abalykow; 1892 год, кишлак Борме (Börme), Асхабадский уезд, Закаспийская область, Российская империя — дата смерти неизвестна) — старший чабан каракулеводческого совхоза «Сайван» Министерства внешней торговли СССР, Бахарденский район Ашхабадской области, Туркменская ССР. Герой Социалистического Труда (1948).

## Биография
Родился в 1892 году (по другим сведениям — в 1889 году) в кишлаке Борме (современный Бахерденский этрап). С 1929 года — чабан, старший чабан совхоза «Сайван» Бахерденского района.
В 1947 году бригада Анна Аболыкова получила высокий приплод ягнят. Указом Президиума Верховного Совета СССР от 15 сентября 1948 года «за получение в 1947 году высокой продуктивности животноводства при выполнении колхозом обязательных поставок сельскохозяйственных продуктов и плана развития животноводства по всем видам скота» удостоен звания Героя Социалистического Труда с вручением ордена Ленина и золотой медали «Серп и Молот».
Проработал в совхозе чабаном до выхода на пенсию в 1953 году. Дата смерти не установлена.